# Руггед

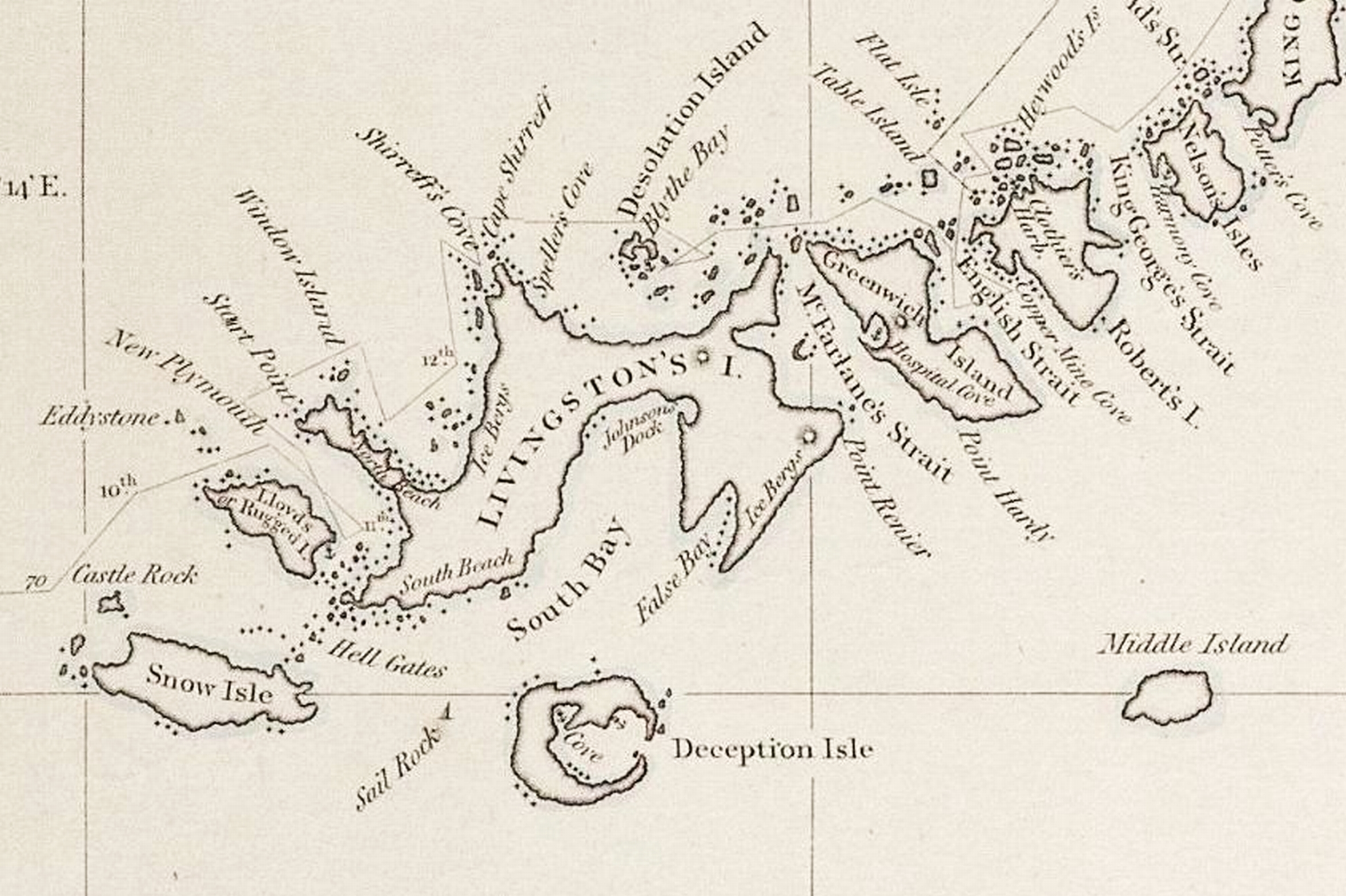
Фрагмент діаграми Джорджа Пауелла 1822 р. Про Південні Шетландські острови та Південні Оркнейські острови із зображенням острова Руггед (як «Ллойдс або острів Руггед»)

Руггед (ісп. Isla Rugosa), або Ллойдс — острів 4,8 км в довжину і 1,6 км завдовжки, що лежить на захід від острова Лівінгстон на Південних Шетландських островах. Його площа — 10,4 км²  .Вершина острова (гора Сан-Стефано)  піднімається на 256 м над рівнем моря.

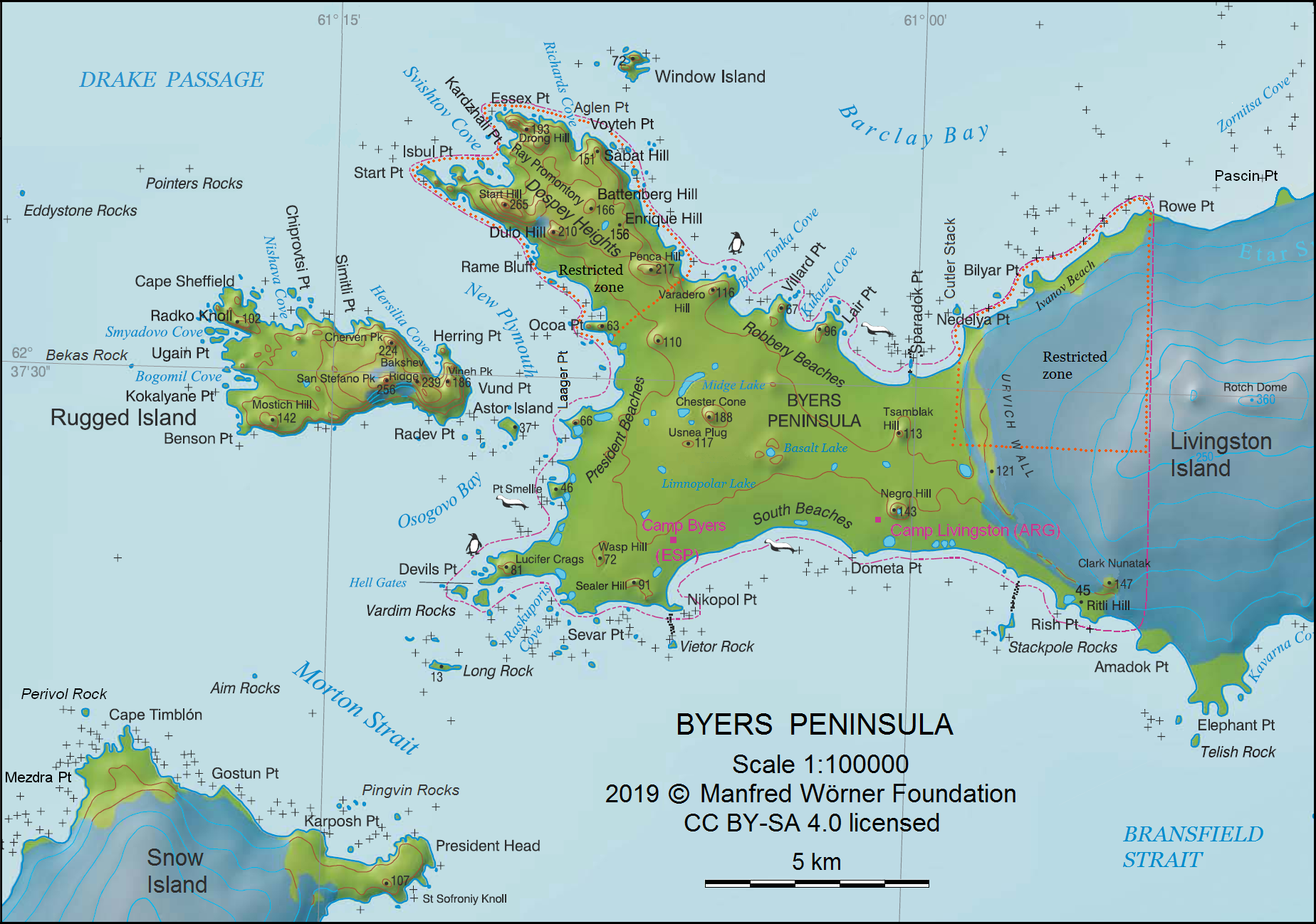
Карта півострова Байерс із зображенням острова Руггед

Острів був відомий американським та британським мореплавцям близько 1820 року, проте міжнародне поширення цієї назви відбулось на 100 років пізніше.

## Історія
Руггед був вперше відвіданий у 1819 році судном Еспірито Санто, яке було зафрахтовано англійськими купцями в Буенос-Айресі, ним командував капітан Джозеф Геррінг. Корабель прибув у бухту на північному узбережжі, відому сьогодні під назвою Герсілія. Метою екіпажу було встановити над островом англійський прапор короля Георга III. 23 січня 1820 року до Еспірито Санто приєднався американський бриг Герсілія, яким командував капітан Джеймс Шеффілд, перший американський мореплавець на Південних Шетландських островах. 
Розповідь про ті події опублікував Геррінг у липні 1820 року в Імперському журналі, Лондон.

## Карти
- Діаграма Південного Шетленда, включаючи острів Коронації, & c. від розвідки пластів Голуб у 1821 та 1822 роках командиром Джорджа Пауелла того ж. Масштаб приблизно. 1: 200000. Лондон: Лорі, 1822 рік.
- Південні Шетландські острови. Масштаб 1: 200000 топографічна карта № 5657. DOS 610 — W 62 60. Толворт, Велика Британія, 1968 рік.
- Islas Livingston y Decepción. Map topográfico a escala 1: 100000. Мадрид: Servicio Geográfico del Ejército, 1991.
- Peninsula Byers, Isla Livingston. Map topográfico a escala 1: 25000. Мадрид: Servicio Geográfico del Ejército, 1992. (Зображення карти на стор. 55 зв'язаного дослідження)
- Л. Л. Іванов та ін. Антарктида: острів Лівінгстон та острів Гринвіч, Південні Шетландські острови . Масштаб 1: 100000 топографічна карта. Софія: Комісія антарктичних топонімів Болгарії, 2005.
- Л. Л. Іванов. Антарктида: Острови Лівінгстон і Гринвіч, острови Роберт, Сніг і Сміт . Масштаб 1: 120000 топографічна карта. Троян: Фонд Манфреда Вернера, 2009. ISBN 978-954-92032-6-4